# Pantera de Florida

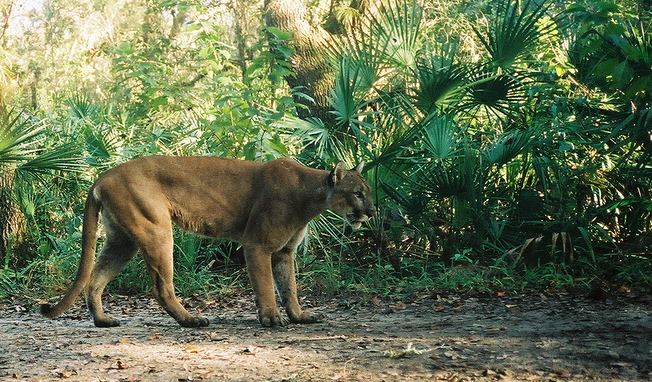
Ejemplar en el Refugio Nacional de Vida Silvestre de la Pantera de Florida, Condado de Collier

Pantera de Florida es la denominación para una población específica de la subespecie Puma concolor couguar que vive en los bosques y humedales del sur de Florida en los Estados Unidos. La población estuvo asignada anteriormente a una subespecie propia, Puma concolor coryi, hoy obsoleta. No es propiamente una pantera, pero con este nombre se la conoce en Florida.
Los machos pesan unos setenta y tres kilogramos y viven en zonas que incluyen la Reserva Nacional de Big Cypress, Parque nacional de los Everglades, y el Refugio Nacional de Pantera de Florida. A 2024 se calculó una población de 200 ejemplares en estado salvaje.
En 1982, el puma norteamericano fue escogido como animal del Estado.

## Descripción
Las panteras de Florida tienen manchas cuando nacen y normalmente los ojos azules. Al crecer las manchas se difuminan y el pelaje se vuelve bronceado y los ojos amarillos.

## Distribución y hábitat
La pantera de Florida habita en pinares, bosques tropicales de maderas duras y bosques mixtos de pantanos de agua dulce. Su distribución abarca la Reserva Nacional de Big Cypress, el Parque nacional de los Everglades, el Refugio Nacional de Vida Silvestre de la Pantera de Florida, el Bosque Estatal Picayune Strand, así como comunidades rurales en los condados de Collier, Hendry, Lee, Miami-Dade y Monroe. Es la única población confirmada de puma en el este de los Estados Unidos y actualmente ocupa solo el 5% de su área de distribución histórica. En la década de 1970, se estimaba que solo quedaban 20 panteras de Florida en estado salvaje. Sin embargo, gracias a los esfuerzos de conservación, su número aumentó a aproximadamente 230 individuos en 2017. A 2024 se calculó una población de 200 ejemplares en estado salvaje.

## Taxonomía
La pantera de Florida se ha considerado durante mucho tiempo una subespecie de puma, con el nombre científico Felis concolor coryi propuesto por Outram Bangs en 1899.
En 2000, un estudio genético del ADN mitocondrial de puma publicado en la revista Journal of Heredity mostró que muchas de las supuestas subespecies de puma descritas en el siglo XIX son demasiado similares para ser reconocidas como distintas.
Fue reclasificado y denominado P. c. couguar en 2005. A pesar de estos hallazgos, algunos autores todavía lo consideraban una subespecie distinta, P. c. coryi, en 2006.
En 2017, el Grupo de trabajo de clasificación de félidos de la IUCN revisó la taxonomía de Felidae y ahora reconoce a todas las poblaciones de pumas en Norteamérica como P. c. couguar, incluyendo a la pantera de Florida.

## Alimentación
Se alimenta principalmente del ciervo de cola blanca y de jabalíes pero también otras presas más pequeñas como roedores, lagomorfos, pájaros y pequeños aligatores.

## Importancia cultural

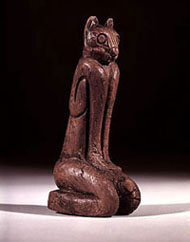
El gato de Key Marco, artefacto Número de catálogo A240915, Departamento de Antropología, NMNH, Instituto Smithsoniano.

Una de las obras de arte prehistóricas más importantes de los pueblos de América del Norte se ha asociado a una pantera de Florida. Conocida como el gato de Key Marco, esta figura de quince centímetros de alto tiene la cabeza de un gato y el cuerpo de un humano arrodillado. El arqueólogo Frank Cushing desenterró la figura en madera del lodo turbio en Isla Marco, al sur de la ciudad de Naples, en una expedición que el mismo dirigió en 1896.
Los pueblos nativo americanos del sudeste de Estados Unidos, como los seminola y mikasuki, consideran a la pantera de Florida como criaturas de gran importancia y poder espiritual. Asimismo, la pantera es el homónimo de un clan tribal, el clan de las panteras, al que históricamente han pertenecido los curanderos. En un mito seminola, este animal fue el primero en caminar sobre la tierra. En el pasado, los seminoles cazaban a las panteras con fines religiosos.
Las agencias gubernamentales solían patrocinar la caza de estos felinos. La primera recompensa por las panteras de Florida se aprobó en 1832. Otra ley de Florida aprobada en 1887 autorizó una recompensa de 5 dólares por cada piel de pantera, el equivalente a más de 150 dólares en dólares a 2023.Asimismo, el venado de cola blanca (Odocoileus virginianus), la presa principal de la pantera, se redujo de una población de aproximadamente 13 millones en 1850 a menos de 1 millón en 1900. A lo largo de un período de 100 años, la caza por recompensas, la conversión de tierras, la tala de árboles y la caza comercial de ciervos contribuyeron al declive de la población de la pantera en toda su área de distribución.

## Amenazas
Los seres humanos amenazan a la pantera de Florida a través de la caza furtiva y las medidas de control de la vida silvestre. Además de la mortalidad causada por los humanos, la mayor amenaza para esta especie es la fragmentación de su hábitat. Históricamente, fue perseguida, lo que redujo su población a una pequeña área en el sur de Florida. Como resultado, la población sufrió endogamia, lo que llevó a individuos con colas torcidas, problemas cardíacos y anomalías en el esperma.
Las dos principales causas de mortalidad de la pantera de Florida son las colisiones con automóviles y la agresión territorial entre individuos de la misma especie. Cuando estos incidentes hieren a las panteras, los funcionarios federales y de vida silvestre de Florida las llevan a White Oak Conservation en Yulee, para su recuperación y rehabilitación hasta que estén lo suficientemente sanas para ser reintroducidos en la naturaleza. Además, White Oak cría cachorros huérfanos y ha cuidado a 12 individuos. Más recientemente, en 2011, un hermano y una hermana huérfanos fueron llevados al centro con 5 meses de edad después de que su madre fuera encontrada muerta en el condado de Collier. Tras ser criados, el macho y la hembra fueron liberados a principios de 2013 en el Área de Manejo de Vida Silvestre Rotenberger y en el condado de Collier, respectivamente.
La fragmentación causada por carreteras principales también ha afectado gravemente la distribución de los sexos en la población de la pantera de Florida. En un estudio realizado entre 1981 y 2004, se encontró que la mayoría de las panteras involucradas en colisiones con automóviles eran machos. Sin embargo, las hembras son mucho más reacias a cruzar las carreteras. Por lo tanto, las carreteras dividen el hábitat y separan a las panteras adultas.
El Servicio de Parques Nacionales ha identificado el envenenamiento por mercurio como una posible amenaza para las panteras de Florida en el sur del estado, después de que una pantera hembra del parque muriera.

### Erosión genética
La caza y la disminución del hábitat creó una población genéticamente poco diversa y con problemas de consanguinidad. Para evitar este problema, en 1995 se introdujeron 8 ejemplares de P. c. stanleyana. La primera evaluación de los resultados mostró su éxito, «incluido el crecimiento de la población, el aumento de la heterocigosidad genética y la reducción de la frecuencia de los rasgos físicos asociados con la endogamia, incluida la criptorquidia».

### Químicos
La exposición a una variedad de compuestos químicos en el ambiente ha causado problemas reproductivos en las panteras de Florida. Las pruebas muestran que las diferencias en los niveles de estradiol entre machos y hembras son insignificantes, lo que sugiere que los machos han sido feminizados debido a la exposición química. Los machos feminizados tienen muchas menos probabilidades de reproducirse, lo que representa una amenaza significativa para una subespecie que ya tiene una población reducida y un alto nivel de endogamia. Los compuestos químicos que han causado anomalías en la reproducción de las panteras de Florida incluyen herbicidas, pesticidas y fungicidas como benomilo, carbendazim, clordecona, metoxicloro, metilmercurio, fenarimol y TCDD.

## Estado de conservación
Según NatureServe, la pantera de Florida (aun bajo la denominación P. c. coryi), fue clasificada como subespecie en peligro crítico en 2011, aunque indica que la última revisión de la clasificación mundial fue el 4 de marzo de 1998 y que el mismo necesita revisión. Antiguamente la UICN clasificó como especie en peligro o en peligro crítico de extinción pero la retiró de la lista roja en 2008 cuando la clasificó como Preocupación menor.